# Ed Wood

Ed Wood, 1953

Edward Davies „Ed“ Wood jr. (* 10. Oktober 1924 in Poughkeepsie, New York; † 10. Dezember 1978 in Hollywood, Kalifornien), genannt Ed Wood, war ein US-amerikanischer Filmregisseur, -schauspieler, -produzent, Drehbuchautor und Schriftsteller. Seine Trashfilme genießen Kultstatus, darunter besonders Plan 9 aus dem Weltall.

## Leben
Ed Wood träumte wie viele von einer großen Karriere in Hollywood, doch fehlten ihm zu allen Zeiten finanzielle Mittel und – nach Meinung vieler – vor allem das Talent. Darüber hinaus waren seine Filme als „B-Filme“ für Doppelvorstellungen gedacht, doch die großen Hollywoodstudios produzierten in der Regel ihre eigenen B-Filme, so dass es äußerst schwierig war, überhaupt einen Filmverleih dafür zu bekommen. Als dann schließlich gerade seine Filme mit Bela Lugosi häufig spät nachts im Fernsehen liefen, hatte er davon finanziell keinen Gewinn, weil die Rechte längst veräußert waren.
Jedoch gelang es Ed Wood immer wieder, Sponsoren und Produzenten für seine teils haarsträubenden Filmproduktionen zu gewinnen. So engagierten sich bekennende Trashfilm-Produzenten für ihn, und es gelang ihm angeblich sogar, von einer Baptistengemeinde Geldmittel zu erhalten.
Ed Wood liebte es, Frauenkleider zu tragen, bevorzugte Angora-Unterwäsche und arbeitete angeblich auch in dieser Kleidung, was in den frühen 1950er Jahren ungewöhnlich war. So behauptete er auch von sich selbst, im Zweiten Weltkrieg unter seiner Uniform stets BHs und Spitzenhöschen getragen zu haben. Da er in Glen or Glenda sowohl Hauptdarsteller als auch Regisseur war und die im Film notwendigen Frauenkleider gleich anbehielt, entstand das Gerücht, er trage stets Frauenkleidung als Regisseur.
Mitverantwortlich für sein Image war die Auswahl seiner Schauspieler. Zum einen konnte er Bela Lugosi, den einstmals berühmten, inzwischen drogensüchtigen Dracula-Darsteller aus dem Jahre 1931, für sich gewinnen, zum anderen seine Freundin Dolores Fuller, die TV-Horror-Ansagerin Vampira (Maila Nurmi), den TV-Hellseher Criswell, seinen Chiropraktiker, den Sohn eines Finanziers und einen abgehalfterten Wrestler, Tor Johnson, den er erstmals für Die Rache des Würgers anheuerte und auch danach beibehielt.
Die Filme Ed Woods mussten aus finanziellen Gründen innerhalb kürzester Zeit gedreht werden; zum Teil war das Studio nur für vier Tage gemietet (z. B. bei Glen or Glenda):66 und zeichneten sich demzufolge dadurch aus, dass er seine Darsteller kaum proben ließ, sondern meistens direkt vor die Kamera schickte, was teils zu konfusen bis aberwitzigen Szenen führte. Wood machte wenig Gebrauch von Schnitten und ließ selten Aufnahmen wiederholen, wenn sie misslungen waren. Deshalb findet man in Woods Filmen immer wieder auffällige Filmfehler wie etwa wackelnde Kulissenwände oder Jump Cuts. Ebenso verhielt es sich mit den Spezialeffekten seiner Filme: Sie mussten vor allem einfach und möglichst kostengünstig sein. Weiterhin verzichtete er auch oft darauf, die Spezialeffekte zu verbergen. In dem Film Die Rache des Würgers ließ er den zum „Riesen“ mutierten Bela Lugosi in Kampfszenen einfach durch ein gut sichtbar hohe Absätze tragendes Double ersetzen. Bei Plan 9 aus dem Weltall lehnte er sämtliche Vorschläge des Maskenbildners für die Außerirdischen ab und verärgerte ihn so sehr, dass dieser im Abspann nicht genannt werden wollte.
Mit seinem Film Plan 9 aus dem Weltall produzierte er das Werk, durch welches er posthum Kultstatus erlangte – vor allem dadurch, dass die Autoren Harry und Michael Medved ihn zum „schlechtesten Film aller Zeiten“ erklärten. Zum Unglück Woods verstarb Bela Lugosi, nachdem Wood 1956 einige Szenen mit ihm gedreht hatte. Das jedoch brachte Wood nicht davon ab, den Film 1958 zu Ende zu drehen, denn er änderte einfach nur das Drehbuch und ersetzte Lugosi durch einen Mann, der sich wegen mangelnder Ähnlichkeit mit Lugosi ständig ein Cape vors Gesicht halten musste. So konnte er  altes Filmmaterial, aber auch seine eigenen Privataufnahmen von Lugosi verwenden und sie in den Film schneiden. 1957 drehte er den Kurzfilm Final Curtain, welcher als Pilotfilm von Portrait in Terror geplant war. Diese Serie wurde nie begonnen, und so blieb Final Curtain als alleiniger Kurzfilm. Final Curtain galt lange Zeit als Lost Film und feierte erst im Januar 2012 seine große Premiere.
Ed Wood nahm seine  Arbeit sehr ernst,:202ff sah sich als unverstandenen Künstler und versuchte, seinem erklärten Vorbild Orson Welles nachzueifern. Ab den 1960er Jahren fand Wood kaum noch Geldgeber für seine Projekte und war deshalb vor allem mit der Produktion von Sexfilmen beschäftigt. Er verfasste auch zahlreiche Romane und Kurzgeschichten, die oft die Themen seiner Filme wieder aufgriffen.
Wood galt als alkoholabhängig und starb 54-jährig an einem Herzinfarkt in der Wohnung des gemeinsamen Freundes Peter Coe in Hollywood, wenige Tage nachdem er und seine Frau die gemeinsame Wohnung verloren hatten.:265ff
1994 entstand unter der Regie von Tim Burton das Biopic Ed Wood. Darin wurde Wood von Johnny Depp dargestellt.
1998 entstand auf der Basis eines seiner Drehbücher der Spielfilm I Woke Up Early the Day I Died.

## Wissenswertes
- Es wird berichtet, dass Ed Wood bei der Premiere seines Films Plan 9 aus dem Weltall gesagt haben soll: „Mit diesem Film gehe ich in die Geschichte ein“.
- 1996 wurde von Reverend Steve Galindo die Church of the Heavenly Ed Wood gegründet.
- Ed Wood wurde in dem Buch The Golden Turkey Awards (1979) postum der Titel „Schlechtester Regisseur aller Zeiten“ verliehen.

## Filmografie
- 1951: The Sun Was Setting (Fernsehfilm)
- 1953: Trick Shooting with Kenne Duncan
- 1953: Glen or Glenda
- 1953: Crossroad Avenger: The Adventures of the Tucson Kid (Fernsehfilm)
- 1953: Boots
- 1954: Jail Bait
- 1955: Die Rache des Würgers (Bride of the Monster)
- 1957: Final Curtain
- 1957: The Night the Banshee Cried
- 1959: Plan 9 aus dem Weltall (Plan 9 from Outer Space)
- 1959: Night of the Ghouls
- 1961: The Sinister Urge
- 1965: Orgy of the Dead
- 1970: Excited
- 1970: Take It Out In Trade
- 1971: The Only House
- 1971: Necromania
- 1998: I Woke Up Early the Day I Died (nur Drehbuch)

## Der FilmEd Wood
Über Ed Wood und sein Leben gibt es einen gleichnamigen Film (Ed Wood, 1994) von Tim Burton mit Johnny Depp in der Hauptrolle als Ed Wood und Martin Landau als Bela Lugosi. Ferner agierten Sarah Jessica Parker, Patricia Arquette, Jeffrey Jones, Bill Murray und Vincent D’Onofrio als Orson Welles, mit dem sich
Wood immer wieder verglich.
Landau erhielt einen Oscar als bester Nebendarsteller, außerdem wurde das Make-up ausgezeichnet. Neben einem Golden Globe für Landau gewann der Film in der Kategorie „Beste Komödie/Musical“ und Johnny Depp als Hauptdarsteller in einer Komödie/Musical Nominierungen.
Eine ausführliche Filmdokumentation mit vielen Zeitzeugen-Interviews legte Brett Thompson 1995 unter dem Titel Die seltsame Welt des Ed Wood (The Haunted World of Edward D. Wood Jnr.) vor.